# George Grossmith
George Grossmith (Islington, 9 dicembre 1847 – Folkestone, 1º marzo 1912) è stato un attore, compositore e cantante inglese.

## Biografia

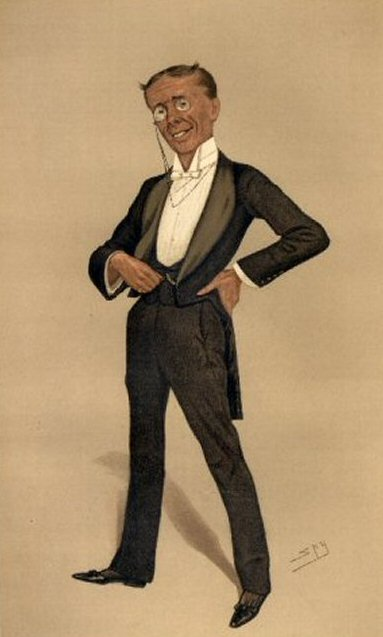
Stampa caricaturale del Vanity Fair del 1888

George Grossmith è cresciuto a Londra. Suo padre, anch'egli di nome George (1820-1880), era il capo reporter per The Times e altri giornali; sua madre era Louisa Emmeline Grossmith nata Weedon (morta nel 1882). Già suo padre si esibì come artista e la tradizione teatrale è proseguita con i suoi due figli.
Grossmith aveva una sorella minore, Emily, e un fratello minore, Weedon. Nel 1855 andò in collegio a Massingham House nel distretto di Hampstead. Lì studiò il pianoforte e iniziò a divertire i suoi amici e insegnanti con pantomime, e più tardi suonando il pianoforte a orecchio. All'età di 12 anni, si trasferì alla North London Collegiate School di Camden Town. Tornò a Saint Pancras all'età di 13 anni.
La famiglia Grossmith aveva molti amici impegnati nelle arti, tra cui J. L. Toole, Ellen Terry, Henry Irving, H. J. Byron, Tom Hood, T. W. Robertson e John Hollingshead (in seguito direttore del Gaiety Theatre di Londra).
Grossmith iniziò a lavorare, a partire dal 1860, sostituendo suo padre come reporter di Bow Street per The Times, tra le altre pubblicazioni, quando suo padre era in tournée.
Contemporaneamente ai servizi di cronaca, scrisse anche articoli umoristici per periodici e a partecipare a spettacoli teatrali amatoriali.Nel 1873, Grossmith sposò Emmeline Rosa Noyce (1849-1905), figlia di un medico di quartiere, che aveva incontrato anni prima a una festa per bambini. La coppia ebbe quattro figli: George, Sylvia (1875-1932; sposò Stuart James Bevan nel 1900), Lawrence e Cordelia Rosa (1879-1943). La famiglia visse inizialmente a Marylebone prima di trasferirsi, intorno al 1885, nella vicina Dorset Square.
Grossmith esordì nel 1870 con uno sketch intitolato Human Oddities, scritto da suo padre, e una canzone intitolata The Gay Photographer, con le parole del padre di Grossmith e la musica del giovane Grossmith.
Grossmith si mise in evidenza per gli schizzi comici eseguiti seduto al pianoforte.
Dopo un lungo tirocinio nei teatrini e nei music-halls di provincia, Grossmith debuttò a Londra nell'operetta Lo stregone, di Gilbert e Sullivan (1877), cogliendovi un successo che si ripeté nei due successivi decenni in altre celebri 'Savoy operas' dei due autori.

## Opere
- A Society Clown: Reminiscences, Londra, Arrowsmith (1888);
- The Diary of a Nobody, Bristol, Arrowsmith (1892);
- Piano and I: Further Reminiscences, Bristol, Arrowsmith (1910);
- The George Grossmith Birthday Book, Los Angeles, Davids Trutt (1904);
- George Grossmith Songs and Sketches, Los Angeles, David Trutt (2009).